# 焦磷酸锶
焦磷酸锶是一种无机化合物，化学式为Sr2P2O7。它可由磷酸氢锶在320~480 °C的热分解制得。它和三氧化二钒、五氧化二钒在高温烧结，可以得到Sr2(VO)(PO4)2。它和焦磷酸亚铬在高温反应，可以得到SrCrP2O7。